# Ozarba corniculantis
Ozarba corniculantis är en fjärilsart som beskrevs av Embrik Strand 1917. Ozarba corniculantis ingår i släktet Ozarba och familjen nattflyn. Inga underarter finns listade i Catalogue of Life.